# Dangerous Acquaintances
Albums de Marianne Faithfull
Broken English
(1979) A Child's Adventure
(1983)
Dangerous Acquaintances est un album de Marianne Faithfull sorti en 1981, après son album Broken English. On lui a reproché d'avoir abandonné les arrangements new wave et le ton agressif de Broken English pour un style de rock plus conventionnel.[réf. souhaitée] Plusieurs chansons sont de sa main.
Le titre fait référence au roman français Les Liaisons dangereuses (1782) de Pierre Choderlos de Laclos.

## Liste des titres
1. Sweetheart (Marianne Faithfull, Barry Reynolds) – 3:17
2. Intrigue (Ben Brierley) – 4:31
3. Easy in the City (Faithfull, Reynolds) – 3:16
4. Strange One (Joe Mavety, Terry Stannard) – 2:52
5. Tenderness (Faithfull, Reynolds) – 3:53
6. For Beauty's Sake (Faithfull, Steve Winwood) – 3:32
7. So Sad (Faithfull, Reynolds, Steve York) – 4:32
8. Eye Communication (Faithfull, Reynolds, Fuzzy Samuel, Stannard) – 3:36
9. Truth, Bitter Truth (David Courts, Faithfull, Reynolds) – 7:22

## Musiciens
- Marianne Faithfull – voix
- Barry Reynolds – guitare
- Steve York – basse
- Joe Maverty – basse
- Frank Collins – voix
- Denis Haines – claviers
- Pickford Sykes - claviers
- Neil Hubbard – guitare
- Martin Drover – guitare
- Julian Diggle – guitare
- Calvin "Fuzzy" Samuel – basse